# 寿山水库
寿山水库是中国吉林省四平市伊通满族自治县境内的一座水库，位于伊通河上游干流，建于1959年。水库正常库容为1085万立方米，集雨面积为92平方千米，海拔为292.7米。